# 제21보병사단 (대한민국)
제21보병사단(第二十一步兵師團, 영어: The 21st Infantry Division, 상징명칭: 백두산부대)은 대한민국 3군단 예하의 보병 사단으로, 강원특별자치도 양구군에 본부를 두고 있다. 삼청교육대로 사용된 바 있다.
한국 전쟁 말기인 1953년 1월 15일에 (구)제20기계화보병사단과 함께 창설되었으며, 백두산까지 진격하여 태극기를 꽂으라는 이승만 대통령의 명령에 따라 백두산 부대로 이름 붙여졌다. 강원특별자치도 양구의 중동부전선을 담당하고 있는 GOP사단이다. 작계지역 대부분이 험준한 산악지대이며, 전방 사단 중 가장 길고 넓은 섹터의 철책선을 담당하고 있다. 북한이 남침을 위해 파던 땅굴을 발견하였고, 이는 제 4 땅굴로 명명되었다. 2020년 12월 예하 보병연대가 여단으로 승격했다.

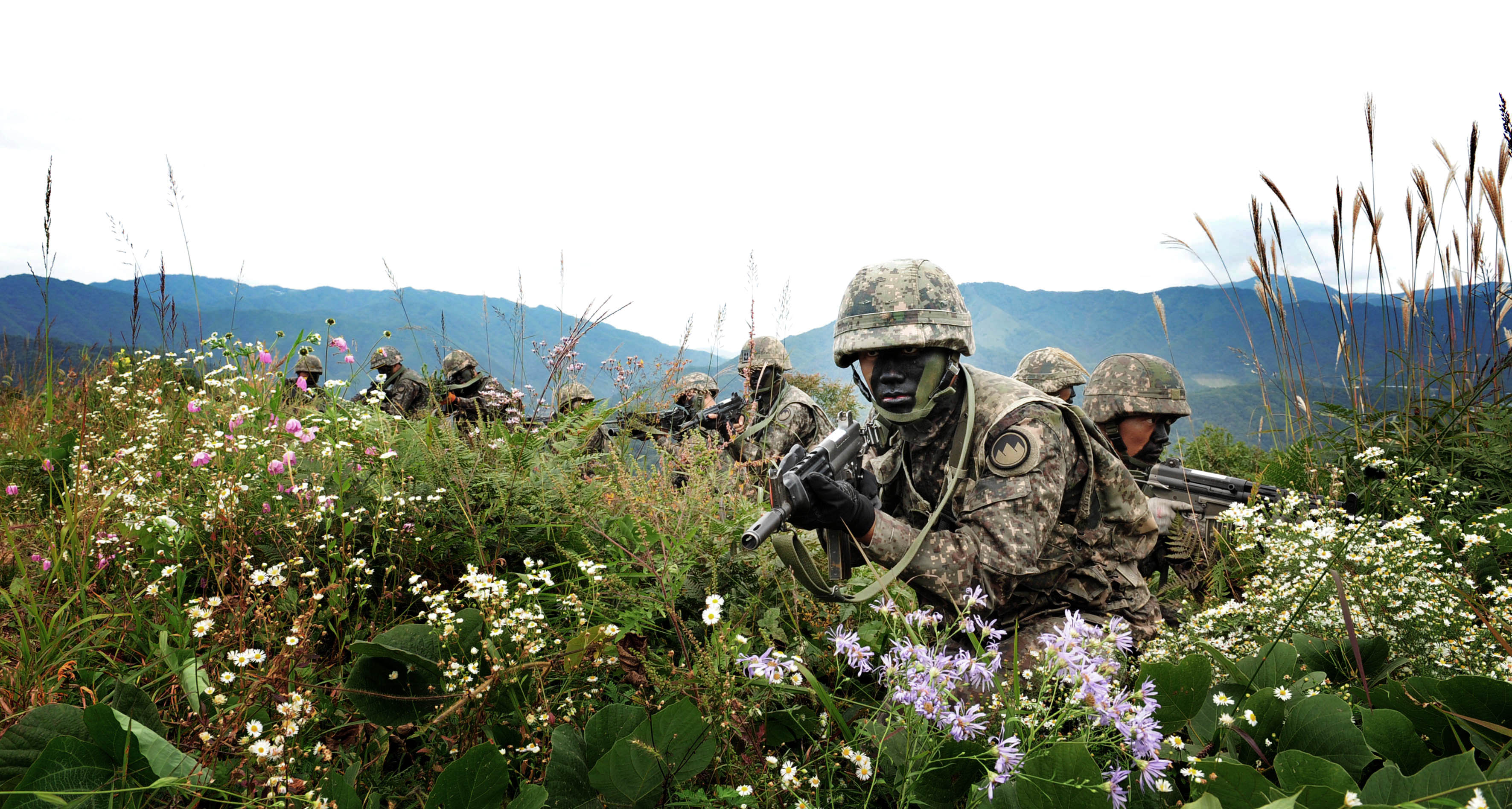
탐색격멸작전을 수행 중인 제21보병사단 장병들

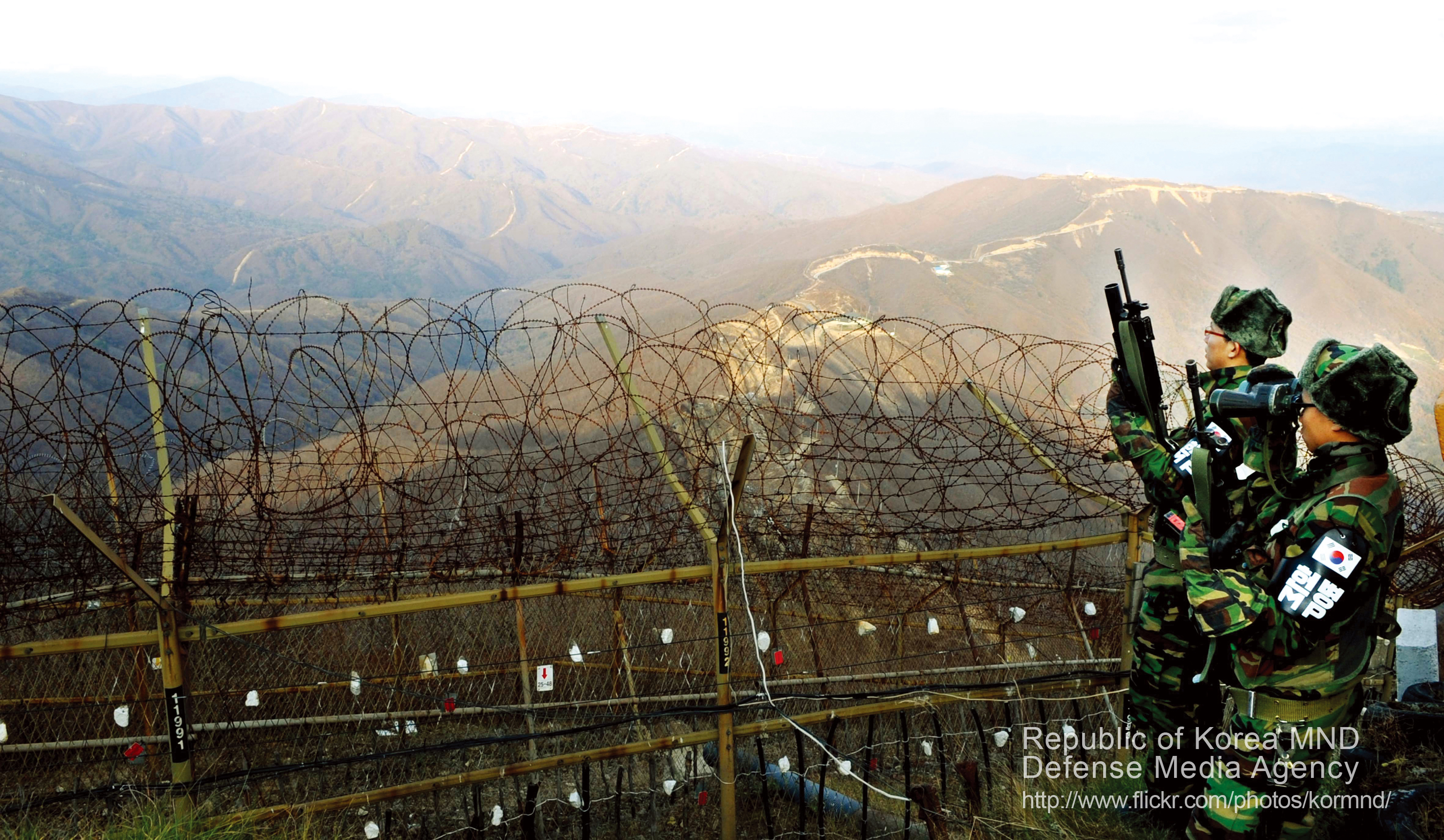
GOP 경계임무를 수행 중인 제21보병사단 장병들

## 편제
보병여단
- 제31보병여단(예비)
  - 신병교육대대
- 제65보병여단(GOP)
- 제66보병여단(GOP)

포병여단
- - 제96포병대대
  - 제169포병대대
  - 제183포병대대
  - 제18포병대대 : (구)2사단으로부터 인수
  - 제62포병대대 : (구)2사단으로부터 인수

사단 직할대
- 군사경찰대
- 공병대대
- 화생방지원대

- 정비대대
- 의무대대
- 보급수송대대
- 수색대대
- 정보통신대대
- 방공중대
- 보충중대
- 본부근무대
- 전차중대

과거 소속 부대
- (구) 제63보병연대(예비) : 2019년을 끝으로 제31보병연대[1]로 통합되어 연대 해체.
  - (구) 신병교육대대 : 63연대 해체로 인해 31연대로 예속전환

## 사단가
[1절]
힘차게 솟아나는 태양을 안고 눈보라 휘날리는 설악위에서
멸공의 역군으로 굳굳히 뭉친 씩씩하다 백두산 부대 21사단
[2절]
늠름한 투지로서 가는 곳마다 승리의 나팔 소리 힘차게 울려
그이름 높이떨친 국군의 자랑 용감하다 백두산부대 21사단
[3절]
오천만 우리국민 굳게 지켜서 남북의 통일 위해 선봉이되어
백두산 천지 위에 태극기 날린 장하도다 백두산 부대 21사단
[4절]
영원한 백두용사 산악에 산다 불굴의 백두정신 통일을 위해
오늘도 골육지정 드높은 기상 자랑하자 백두산부대 21사단

## 백두정신
임전필승의 산악정신
통일성업의 선봉정신
살신성인의 위민정신
골육지정의 화합정신
한 번 백두인은 영원한 백두인

## 같이 보기
- 대한민국 국군
- 일반 전초(GOP)